# Činantek (jezična porodica)
Chinantecan je jezična porodica američkih Indijanaca u sjeveroistočnim predjelima meksičke države Oaxace. jezici, njih oko 13, pripadaju unutar porodice Chinantecan u Veliku porodicu Oto-Manguean. Chinanteci nastanjuju kojih 20 ili više gradova. Izvorno hortikulturni, uzgajivači kukuruza i graha. Jezici Chinanteca su tonalni. Veliki broj jezika Chinanteca, kao i njihovih daljnjih srodnika [Zapotec]a upućivao bi na detribalizaciju ovih skupina i prihvaćanje jednog kolektivnog imena, vjerojatno najjačeg i najutjecajnijeg. Za noviji primjer nam mogu poslužiti i Indijanci Soltecos i Papabucos koji se tope u zapotečkoj populaciji i nameće im se zapotečko ime, premda pripadaju užoj grupi Chatino.

## Jezici
Obuhvaća 14 jezika:
- Chinantec, Chiltepec [csa], 1.000 (1994).
- Chinantec, Comaltepec ili jmii’ [cco], 2.000 (1990 popis).
- Chinantec, Lalana [cnl], 10.500 (1998).
- Chinantec, Lealao [cle], 2.000 (1990 popis).
- Chinantec, Ojitlán [chj], 22.000 (1990 popis).
- Chinantec, Ozumacín ili juujmii [chz], 5.000 (2000 SIL).
- Chinantec, Palantla [cpa], 25.000.
- Chinantec, Quiotepec [chq], 8.000 (1998).
- Chinantec, Sochiapam [cso], 5.800.
- Chinantec, Tepetotutla [cnt], 2.000 (1990 popis).
- Chinantec, Tepinapa [cte], 3.000.
- Chinantec, Tlacoatzintepec [ctl], 2.000 (1990 popis).
- Chinantec, Usila [cuc], 9.000 (1990 popis)
- Chinantec, Valle Nacional [cvn], 1.500 (1990 popis).

## Vanjske poveznice
- Ethnologue (14th)
- Ethnologue (15th)
- Chinantec family  Arhivirana inačica izvorne stranice od 5. kolovoza 2010. (Wayback Machine)